# Tweede divisie (vrouwenhandbal) 2022/23
De tweede divisie is de op twee na hoogste afdeling van het Nederlandse handbal bij de dames op landelijk niveau. De tweede divisie bestaat uit twee gelijkwaardige onafhankelijke groepen/competities (A en B), elk bestaande uit twaalf teams met een eigen kampioen en degradanten.

## Opzet
- De twee kampioenen promoveren rechtstreeks naar de eerste divisie (mits er niet al een hogere ploeg van dezelfde vereniging in de eerste divisie speelt).
- De ploegen die als 10de, 11de en 12de eindigen degraderen rechtstreeks naar de hoofdklasse.

Er promoveren dus 2 ploegen, en er degraderen 6 (gelijk aan het aantal hoofdklassen bij de dames) ploegen.

## Tweede divisie A

### Teams
| Ploeg                         | Plaats                | Provincie     |
| ----------------------------- | --------------------- | ------------- |
| Green Park/Aalsmeer           | Aalsmeer              | Noord-Holland |
| Bentelo                       | Bentelo               | Overijssel    |
| Tabak Installatietechniek/DOS | Emmer-Compascuum      | Drenthe       |
| DSVD 2                        | Deurningen            | Overijssel    |
| E&O 2                         | Emmen                 | Drenthe       |
| HVBS                          | Bunschoten-Spakenburg | Utrecht       |
| KSV                           | Heerhugowaard         | Noord-Holland |
| Navique/SVBO                  | Emmen                 | Drenthe       |
| OBW                           | Zevenaar              | Gelderland    |
| Olympia HGL                   | Hengelo               | Overijssel    |
| Wijhe '92                     | Wijhe                 | Overijssel    |
| Quintes/VVW                   | Wervershoof           | Noord-Holland |

## Tweede divisie B

### Teams
| Ploeg                          | Plaats         | Provincie     |
| ------------------------------ | -------------- | ------------- |
| Cabooter Group/HandbaL Venlo 2 | Venlo          | Limburg       |
| Hellas                         | Den Haag       | Zuid-Holland  |
| Herpertz Bevo HC               | Panningen      | Limburg       |
| H.M.C.Raamsdonksveer           | Raamsdonksveer | Noord-Brabant |
| LimMid                         | Maasbracht     | Limburg       |
| NOAV                           | Susteren       | Limburg       |
| Quintus 3                      | Kwintsheul     | Zuid-Holland  |
| BENK Projects/Ventura          | Schiedam       | Zuid-Holland  |
| U.S.                           | Amsterdam      | Noord-Holland |
| Vlug en Lenig 2                | Geleen         | Limburg       |
| WPK/Westlandia                 | Naaldwijk      | Zuid-Holland  |

* In het seizoen 2022/2023 nemen slechts 11 teams deel aan de tweede divisie B